# فيرون فالوز
فيرون فالوز (بالإنجليزية: Fearon Fallows)‏ (و. 1788 – 1831 م) هو عالم فلك من المملكة المتحدة . وكان عضواً في الجمعية الملكية .
توفي عن عمر يناهز 43 عاماً.

## التعليم
تعلم في كلية سانت جونز

## جوائز
حصل على جوائز منها:
- زميل في الجمعية الملكية.